# ديفيد شيبرد (سياسي)
ديفيد شيبرد هو سياسي أمريكي، ولد في 6 أكتوبر 1947 في مقاطعة هيكمان في الولايات المتحدة. نشط حزبياً في الحزب الديمقراطي. وقد انتخب عضو مجلس نواب تينيسي ‏.